# エル・カミニート・デル・レイ

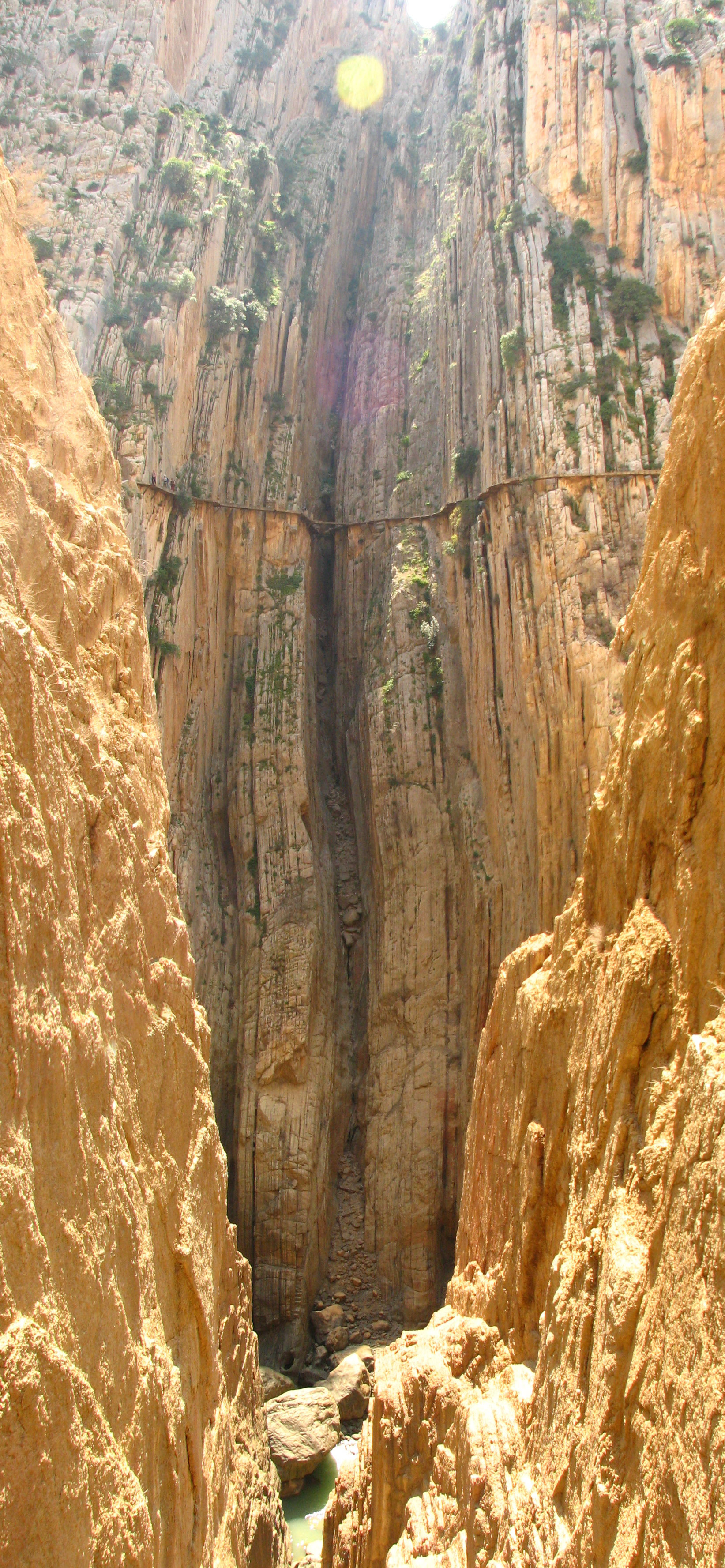
谷底から見上げた様子

エル・カミニート・デル・レイ（El Caminito del Rey）は、スペイン・アンダルシア州マラガ県アロラ近郊の、グアダルオルセ川に沿ったガイタネス峡谷の断崖絶壁に作られた歩道。”El Caminito del Rey” とはスペイン語で「王の小道」を意味し、また ”El Camino Del Rey”（エル・カミーノ・デル・レイ、王の道）とも呼ばれる。ロッククライミングの名所であるエル・チョロ(El Chorro)から、広いところでも道幅1mに満たない小道と桟道が、全長3kmほどに渡って続いている。
道の荒廃・崩落が進んで廃道と化し、21世紀初頭には基本的に立ち入りが禁止されたが、クライミング目的の観光客がよく訪れ、「世界一危険な道(遊歩道)」として知られていた。2011年から改修工事が行われ、2015年3月より再開通した。

## 歴史

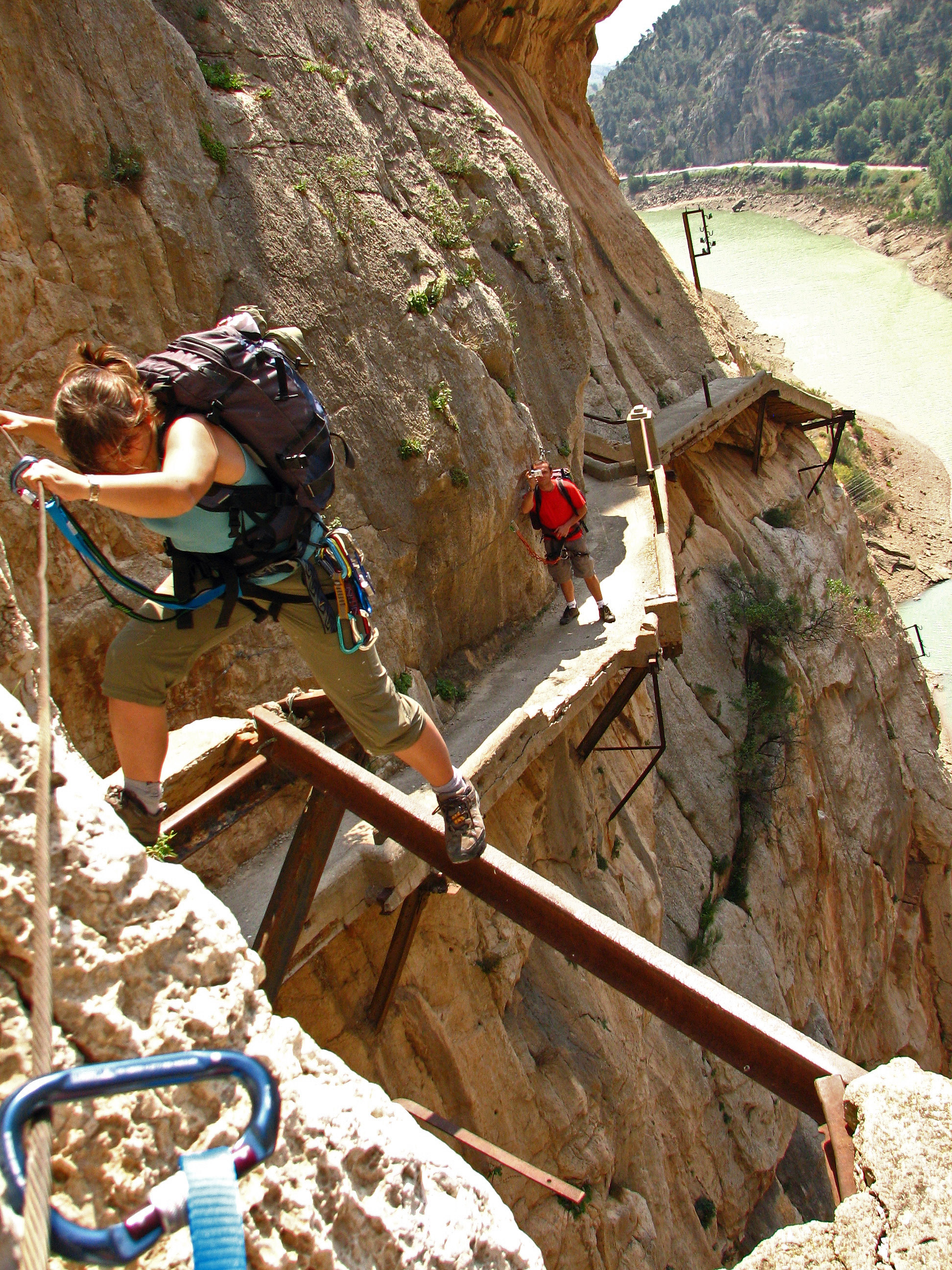
通行の様子 (2006年)

王の小道は1901年、周辺の治水工事のための資材と人員の移動を目的として、チョロ滝とガイタネーホ滝の間に建設が開始され、4年後の1905年に完成する。1921年に当時のスペイン国王アルフォンソ13世が上流に完成したグアダルオルセ伯爵ダム完成式典に出席する際にこの道を通行したため、その後「王の小道」という通称で呼ばれることになった。しかし、ダムが完成してからは用途がほとんどなくなり、長年に渡って放置された状態が続いていた。その後に事故が相次ぎ、1999年と2000年に起きた2件の事故で計4人が死亡してからは入り口に柵が設けられ原則として立ち入り禁止となっていたが、立ち入り禁止後もトレッキングやクライミング目的の観光客が多く訪れている。
修復前の道の大部分は鉄の支柱と梁の上に板状のコンクリートを成形した簡単な桟道から成るが、その幅は非常に狭く、安全柵はほとんど失われていた。そのため、通行者は安全ロープを身に付け、岩肌に沿って渡された鎖やワイヤーを伝って歩く必要があった。土台となるべき薄いコンクリート面は至る所で穴が空き、いつ崩落してもおかしくない状態だった。また、中には完全に崩落している部分もあった。そういったところでは、残った細い鉄の梁を伝って歩かねばならない。そのため、一歩足を踏み外せば最高230m(700ft)から谷底まで真っ逆さまに転落してしまう危険があった。

## 修復工事について

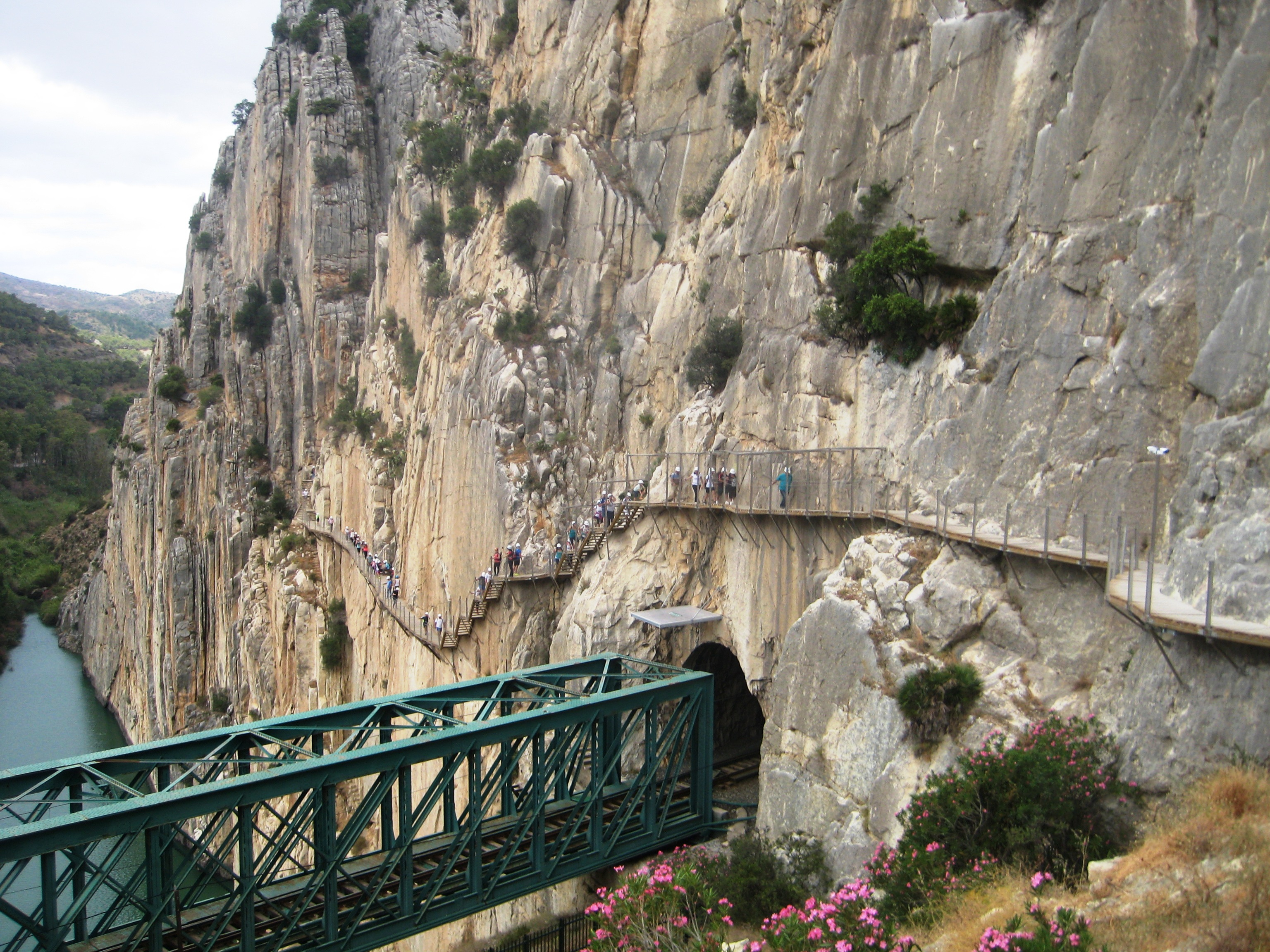
改修後（2015年）

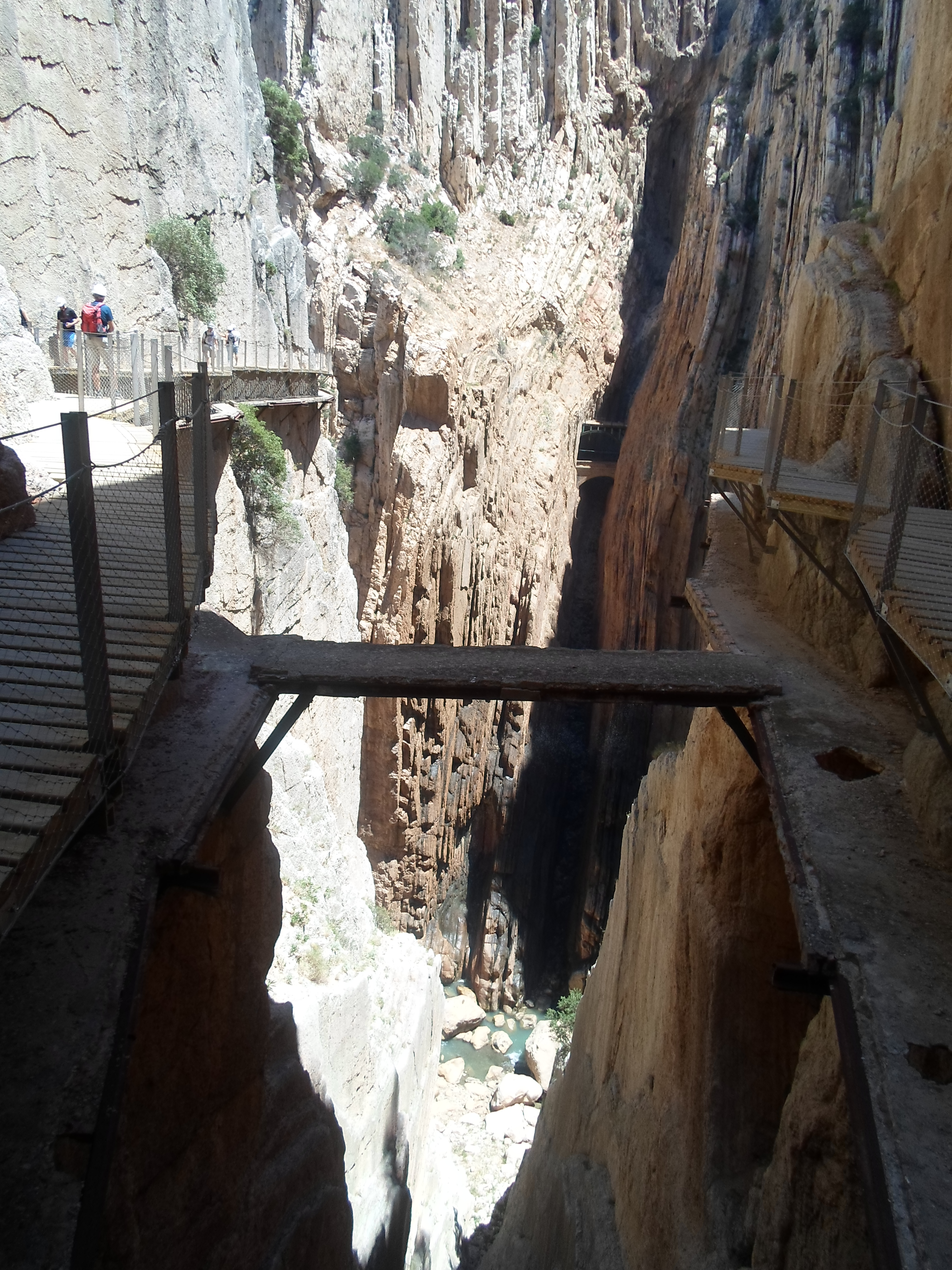
古い歩道の上に新たな歩道が整備された

アンダルシア州自治政府では700万ユーロを投じた再整備計画が実施され、2011年から工事が行われていた。整備工事は2015年3月に完了し、3月28日から通行が可能になった。